# Ekeberga naturreservat
Ekeberga naturreservat är ett naturreservat i Lunds kommun i Skåne län.
Området är naturskyddat sedan 2014 och är 62 hektar stort. Reservatet ett kärrområde och sumpskog som tidigare varit en sjöbotten.